# 岩根正
岩根 正（いわね ただし、1955年（昭和30年）4月6日 - ）は、日本の政治家。兵庫県加東市長（1期）。

## 来歴
兵庫県加東市出身。神戸商科大学（現兵庫県立大学）卒業後、1978年に兵庫県に入庁。その後埼玉大学大学院政策科学研究科（現政策研究大学院大学）を修了し、1986年には旧通産省に移る。1988年に県庁に戻り、但馬県民局局長などを経て2018年5月からは加東市副市長を務めた。
2022年1月11日、同年4月24日投開票の加東市長選挙への立候補を表明。市長選では自由民主党・公明党と連合兵庫の推薦を受けた岩根が新人4人の争いを制し、初当選した。